# دحل أبو رضام
دحل أبو رضام هو أحد الدحول الواقعة في الصمان في السعودية.